# 阿久根市
阿久根市（あくねし）は、鹿児島県の北西部に位置する市。北薩地域に属する。

## 地理

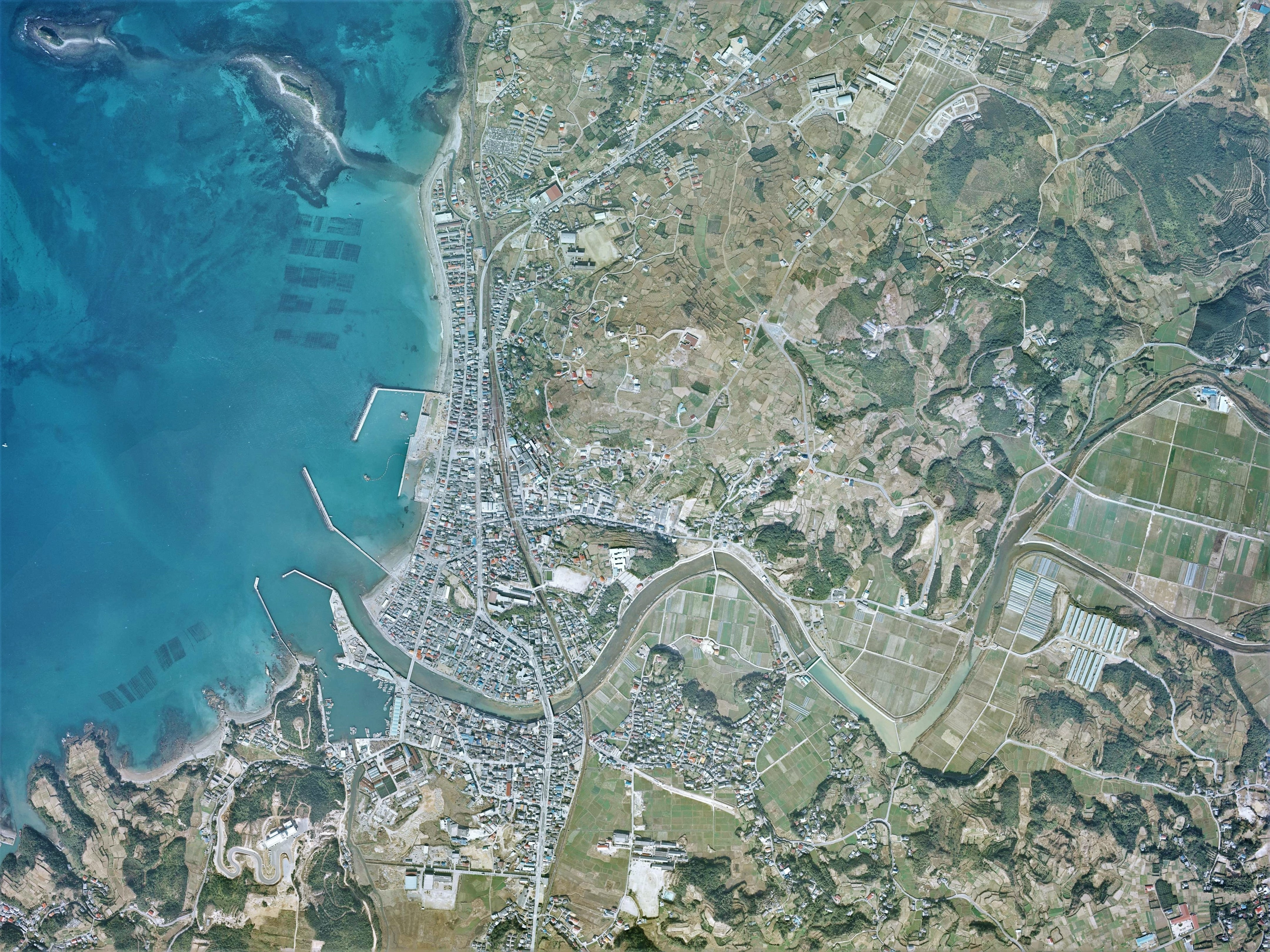
阿久根市中心部周辺の空中写真。
1975年2月13日撮影の4枚を合成作成。。

西部は東シナ海（天草灘）に面しており、大島・桑島などの島嶼が点在する。高松川河口の市の中心地は平坦であるが全般的には山林や丘陵となっている。市の北西部は天草諸島最南の長島と黒之瀬戸を隔てて向き合っており、黒之瀬戸大橋が架橋されている。沿岸部にはホンダワラ等の大規模な藻場を有している。
- 山: 笠山(395m)、上床山(321m)
- 河川: 高松川、大川など
- 島嶼: 大島、桑島、元之島など

### 隣接している自治体
- 陸上で隣接：薩摩川内市、出水市
- 海上で隣接：出水郡長島町

### 地名
- 赤瀬川
- 大川
- 折口
- 多田
- 鶴川内
- 西目
- 波留
- 山下
- 脇本

1954年、中心部にあたる波留の一部で町名設置が行われ、以下の町が発足する。
- 大丸町
- 琴平町
- 栄町
- 新町
- 高松町
- 鶴見町
- 浜町
- 本町
- 丸尾町
- 港町

その後も、以下の町が発足する。いずれも波留およびその地先からである。
- 晴海町（1978年）
- 塩鶴町1丁目～2丁目（2004年）
- 塩浜町1丁目～2丁目（2004年）

### 気候
| 阿久根特別地域気象観測所（阿久根市赤瀬川、標高40m）の気候 | 阿久根特別地域気象観測所（阿久根市赤瀬川、標高40m）の気候 | 阿久根特別地域気象観測所（阿久根市赤瀬川、標高40m）の気候 | 阿久根特別地域気象観測所（阿久根市赤瀬川、標高40m）の気候 | 阿久根特別地域気象観測所（阿久根市赤瀬川、標高40m）の気候 | 阿久根特別地域気象観測所（阿久根市赤瀬川、標高40m）の気候 | 阿久根特別地域気象観測所（阿久根市赤瀬川、標高40m）の気候 | 阿久根特別地域気象観測所（阿久根市赤瀬川、標高40m）の気候 | 阿久根特別地域気象観測所（阿久根市赤瀬川、標高40m）の気候 | 阿久根特別地域気象観測所（阿久根市赤瀬川、標高40m）の気候 | 阿久根特別地域気象観測所（阿久根市赤瀬川、標高40m）の気候 | 阿久根特別地域気象観測所（阿久根市赤瀬川、標高40m）の気候 | 阿久根特別地域気象観測所（阿久根市赤瀬川、標高40m）の気候 | 阿久根特別地域気象観測所（阿久根市赤瀬川、標高40m）の気候 |
| 月                                                        | 1月                                                       | 2月                                                       | 3月                                                       | 4月                                                       | 5月                                                       | 6月                                                       | 7月                                                       | 8月                                                       | 9月                                                       | 10月                                                      | 11月                                                      | 12月                                                      | 年                                                        |
| --------------------------------------------------------- | --------------------------------------------------------- | --------------------------------------------------------- | --------------------------------------------------------- | --------------------------------------------------------- | --------------------------------------------------------- | --------------------------------------------------------- | --------------------------------------------------------- | --------------------------------------------------------- | --------------------------------------------------------- | --------------------------------------------------------- | --------------------------------------------------------- | --------------------------------------------------------- | --------------------------------------------------------- |
| 最高気温記録 °C （°F）                                    | 23.5 (74.3)                                               | 24.0 (75.2)                                               | 25.6 (78.1)                                               | 27.8 (82)                                                 | 30.5 (86.9)                                               | 33.6 (92.5)                                               | 36.6 (97.9)                                               | 37.1 (98.8)                                               | 35.8 (96.4)                                               | 32.7 (90.9)                                               | 28.0 (82.4)                                               | 23.7 (74.7)                                               | 37.1 (98.8)                                               |
| 平均最高気温 °C （°F）                                    | 11.4 (52.5)                                               | 12.6 (54.7)                                               | 15.6 (60.1)                                               | 19.8 (67.6)                                               | 23.6 (74.5)                                               | 26.0 (78.8)                                               | 29.8 (85.6)                                               | 31.2 (88.2)                                               | 28.6 (83.5)                                               | 24.2 (75.6)                                               | 18.9 (66)                                                 | 13.7 (56.7)                                               | 21.3 (70.3)                                               |
| 日平均気温 °C （°F）                                      | 7.9 (46.2)                                                | 8.8 (47.8)                                                | 11.6 (52.9)                                               | 15.7 (60.3)                                               | 19.5 (67.1)                                               | 22.7 (72.9)                                               | 26.5 (79.7)                                               | 27.4 (81.3)                                               | 24.6 (76.3)                                               | 20.0 (68)                                                 | 15.0 (59)                                                 | 10.0 (50)                                                 | 17.5 (63.5)                                               |
| 平均最低気温 °C （°F）                                    | 4.6 (40.3)                                                | 5.1 (41.2)                                                | 7.6 (45.7)                                                | 11.7 (53.1)                                               | 15.7 (60.3)                                               | 19.9 (67.8)                                               | 23.9 (75)                                                 | 24.4 (75.9)                                               | 21.5 (70.7)                                               | 16.5 (61.7)                                               | 11.5 (52.7)                                               | 6.6 (43.9)                                                | 14.1 (57.4)                                               |
| 最低気温記録 °C （°F）                                    | −4.2 (24.4)                                               | −4.6 (23.7)                                               | −1.6 (29.1)                                               | 0.9 (33.6)                                                | 6.9 (44.4)                                                | 11.2 (52.2)                                               | 17.1 (62.8)                                               | 18.5 (65.3)                                               | 12.0 (53.6)                                               | 5.4 (41.7)                                                | 0.3 (32.5)                                                | −2.3 (27.9)                                               | −4.6 (23.7)                                               |
| 降水量 mm （inch）                                        | 76.7 (3.02)                                               | 102.7 (4.043)                                             | 134.8 (5.307)                                             | 161.8 (6.37)                                              | 188.1 (7.406)                                             | 457.4 (18.008)                                            | 377.3 (14.854)                                            | 222.8 (8.772)                                             | 225.9 (8.894)                                             | 93.7 (3.689)                                              | 104.0 (4.094)                                             | 91.5 (3.602)                                              | 2,236.7 (88.059)                                          |
| 平均降水日数 （≥0.5 mm）                                  | 10.8                                                      | 11.2                                                      | 12.3                                                      | 11.2                                                      | 10.4                                                      | 16.1                                                      | 12.1                                                      | 11.5                                                      | 10.7                                                      | 7.6                                                       | 10.0                                                      | 10.4                                                      | 134.2                                                     |
| % 湿度                                                    | 68                                                        | 68                                                        | 69                                                        | 72                                                        | 77                                                        | 85                                                        | 84                                                        | 80                                                        | 78                                                        | 72                                                        | 71                                                        | 68                                                        | 74                                                        |
| 平均月間日照時間                                          | 107.0                                                     | 122.9                                                     | 161.5                                                     | 180.4                                                     | 185.9                                                     | 124.0                                                     | 201.6                                                     | 226.8                                                     | 186.9                                                     | 186.6                                                     | 145.8                                                     | 118.7                                                     | 1,948.4                                                   |
| 出典：気象庁 (平均値：1991年-2020年、極値：1939年-現在)   |                                                           |                                                           |                                                           |                                                           |                                                           |                                                           |                                                           |                                                           |                                                           |                                                           |                                                           |                                                           |                                                           |

## 歴史
「英袮（あくね）」の地名は古代より存在した。「アク」は魚や漁業を意味する言葉、「ネ」は岩礁を表し、古くから漁港として栄えてきた土地であるが、平安時代には英袮院（あくねいん）と呼ばれる荘園であった。神崎太郎成兼が院司に任命され英袮（あくね）氏を名乗りここを統治する。鎌倉時代には莫祢と表記され、英袮氏も莫祢氏となる。
1451年（宝徳3年）島津用久により阿久根と改称され、莫祢氏は島津氏の家老となる。

### 近現代

#### 行政区域の変遷
- 1889年（明治22年）4月1日 - 町村制施行により、出水郡赤瀬川村・大川村・折口村・多田村・鶴川内村・西目村・波留村・山下村の区域をもって阿久根村が発足。
- 1925年（大正14年）1月1日 - 町制を施行し、阿久根町となる。
- 1952年（昭和27年）4月1日 - 市制を施行し、阿久根市となる。
- 1955年（昭和30年）4月10日 - 三笠町を編入。

#### 災害
台風がしばしば接近・通過し、それによる災害が多い。
- 1931年（昭和6年）3月 - 大火。町が全滅に近い状態となる[5]。
- 1945年（昭和20年）10月10日 - 阿久根台風（阿久根町内に上陸）

上記のほか多数の台風が接近・通過している。

## 行政
- 市長：西平良将（2011年1月17日就任、4期目）

### 歴代市長
| 代 | 市長     | 就任日                    | 出身                 | 支援政党 |
| -- | -------- | ------------------------- | -------------------- | -------- |
| 1  | 松田進   | 1952年（昭和27年）4月1日  | 南満洲鉄道           |          |
| 2  | 松田進   | 1955年（昭和30年）5月1日  | 南満洲鉄道           |          |
| 3  | 丹宗忠   | 1959年（昭和34年）5月1日  | 阿久根漁業協同組合長 |          |
| 4  | 丹宗忠   | 1963年（昭和38年）5月1日  | 阿久根漁業協同組合長 |          |
| 5  | 丹宗忠   | 1967年（昭和42年）5月1日  | 阿久根漁業協同組合長 |          |
| 6  | 丹宗忠   | 1971年（昭和46年）5月1日  | 阿久根漁業協同組合長 |          |
| 7  | 坂元善文 | 1975年（昭和50年）2月2日  | 建設会社長           |          |
| 8  | 川畑強   | 1979年（昭和54年）2月2日  | 鹿児島県職員         |          |
| 9  | 川畑強   | 1983年（昭和58年）2月2日  | 鹿児島県職員         |          |
| 10 | 川畑強   | 1987年（昭和62年）2月2日  | 鹿児島県職員         |          |
| 11 | 新枦勝記 | 1988年（昭和63年）9月11日 | 鹿児島県職員         |          |
| 12 | 新枦勝記 | 1992年（平成4年）9月11日  | 鹿児島県職員         |          |
| 13 | 斉藤洋三 | 1996年（平成8年）9月11日  | 真宗大谷派僧侶       | 無所属   |
| 14 | 斉藤洋三 | 2000年（平成12年）9月11日 | 真宗大谷派僧侶       | 無所属   |
| 15 | 斉藤洋三 | 2004年（平成16年）9月11日 | 真宗大谷派僧侶       | 無所属   |
| 16 | 竹原信一 | 2008年（平成20年）9月11日 | 元自衛官 会社役員    | 無所属   |
| 17 | 竹原信一 | 2009年（平成21年）6月1日  | 元自衛官 会社役員    | 無所属   |
| 18 | 西平良将 | 2011年（平成23年）1月17日 | 養鶏業               | 無所属   |
| 19 | 西平良将 | 2015年（平成27年）1月16日 | 養鶏業               | 無所属   |
| 20 | 西平良将 | 2019年（平成31年）1月16日 | 養鶏業               | 無所属   |
| 21 | 西平良将 | 2023年（令和5年）1月16日  | 養鶏業               | 無所属   |

### 県の行政機関
- 鹿児島県警察：阿久根警察署

### 国の行政機関
- 国土交通省：九州地方整備局鹿児島国道事務所阿久根維持出張所
- 国土地理院：阿久根験潮場
- 林野庁：九州森林管理局北薩森林管理署阿久根森林事務所
- 内閣官房：内閣衛星情報センター南受信管制局

## 経済

### 産業
- 主な産業：農業（特産品：ボンタン、デコポン、キウイフルーツ、シイタケ）、漁業（イワシ漁）
- 産業別就業割合
  - 第1次産業：16.52%
  - 第2次産業：32.31%
  - 第3次産業：47.43%

### 主要企業
- 福徳長酒類薩摩工場（※休造中）
- 鹿児島酒造
- 大石酒造
- マキオ（A-Zスーパーセンター）
- スターゼンミート阿久根工場
- 鹿児島金属株式会社

### 主要小売店

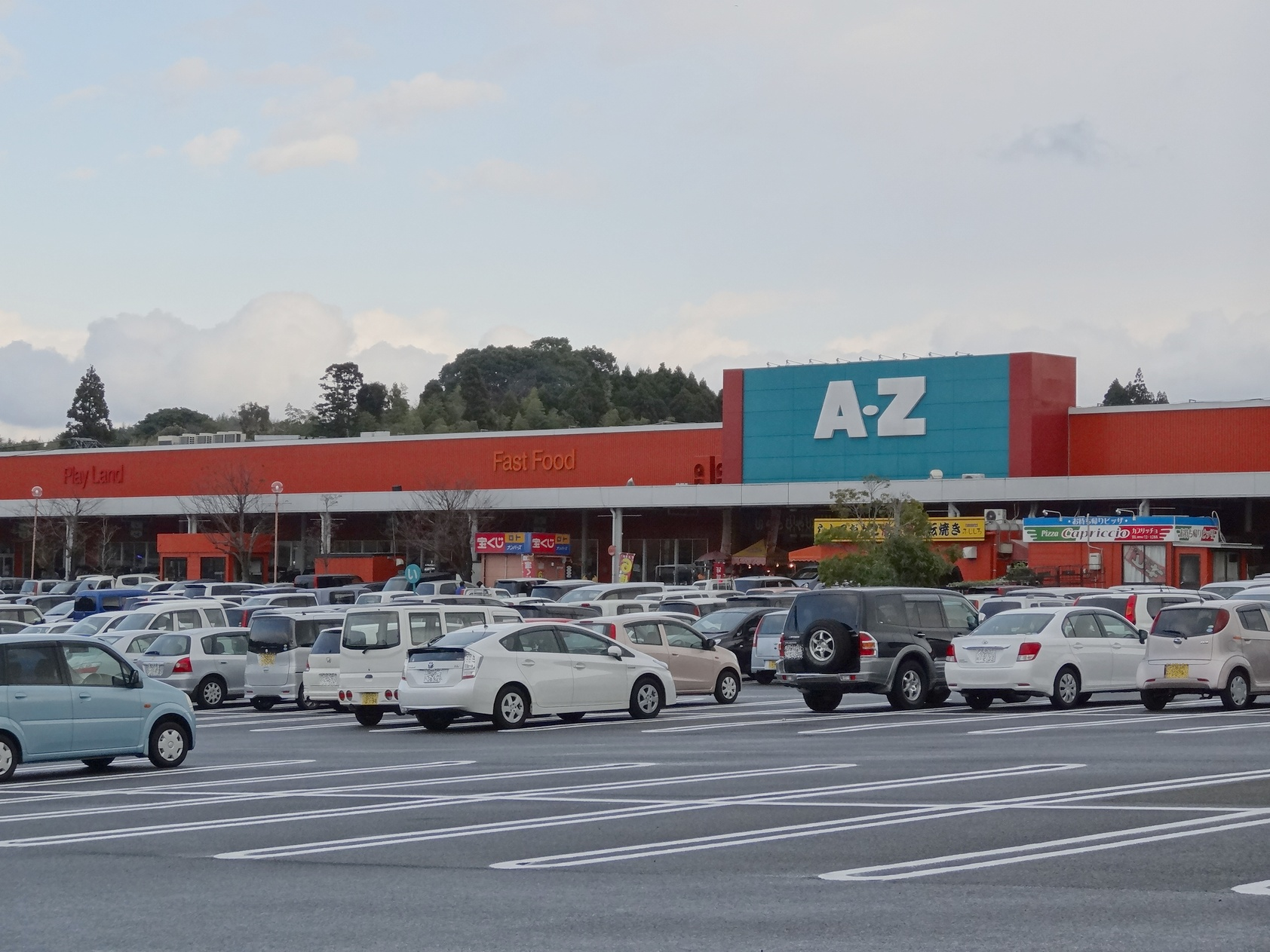
AZあくね

#### 大型店
- A-Zスーパーセンター（AZあくね、日本で2番目の大型24時間営業店）

#### コンビニエンスストア
- ローソン[7]
  - 阿久根西目店
  - 阿久根寺山店
- ファミリーマート[8]
  - 阿久根赤瀬川店
  - 阿久根波留店
  - 阿久根脇本店 ※2016年（平成28年）2月18日に店舗を改装し、リニューアルオープン
  - 阿久根黒之浜店
  - 阿久根運動公園前店（旧エブリワン赤瀬川店からの移行店舗）※2016年（平成28年）2月25日にオープン
  - 阿久根北インター前店（南九州西回り自動車道 阿久根北IC前）※2016年（平成28年）4月7日にオープン
  - 阿久根港町店（旧エブリワン阿久根港町店からの移行店舗）※2016年（平成28年）9月30日にオープン

#### その他
- タイヨー阿久根店
- スーパーよしだトゥモロウ脇本店
- エーコープ
  - あくね店
  - 三笠店
- マツモトキヨシ阿久根店（旧ミドリ薬品阿久根店）
- ドラッグストアモリ阿久根店
- 阿久根薬局
- ゆうゆう薬局阿久根店(旧中央薬局阿久根店)
- 出水郡薬剤師会会営薬局阿久根店
- スーパードラッグコスモス
  - 阿久根店
  - 脇本店
- テックランド阿久根店（ヤマダデンキ）
- ショッピングセンターしまむら阿久根店
- すき家３号阿久根店 ※2023年12月14日にオープン

## 地域

### 人口
| |                                          |  |
| 阿久根市と全国の年齢別人口分布（2005年） | 阿久根市の年齢・男女別人口分布（2005年） |  |
| ■紫色 ― 阿久根市 ■緑色 ― 日本全国 | ■青色 ― 男性 ■赤色 ― 女性                |  |
| 阿久根市（に相当する地域）の人口の推移 \| 1970年（昭和45年） \| 32,390人 \| \| \| 1975年（昭和50年） \| 30,295人 \| \| \| 1980年（昭和55年） \| 29,527人 \| \| \| 1985年（昭和60年） \| 29,185人 \| \| \| 1990年（平成2年） \| 27,869人 \| \| \| 1995年（平成7年） \| 27,506人 \| \| \| 2000年（平成12年） \| 26,270人 \| \| \| 2005年（平成17年） \| 25,072人 \| \| \| 2010年（平成22年） \| 23,154人 \| \| \| 2015年（平成27年） \| 21,198人 \| \| \| 2020年（令和2年） \| 19,270人 \| \| |                                          |  |
| 総務省統計局 国勢調査より |                                          |  |
| 1970年（昭和45年） | 32,390人                                 |  |
| 1975年（昭和50年） | 30,295人                                 |  |
| 1980年（昭和55年） | 29,527人                                 |  |
| 1985年（昭和60年） | 29,185人                                 |  |
| 1990年（平成2年） | 27,869人                                 |  |
| 1995年（平成7年） | 27,506人                                 |  |
| 2000年（平成12年） | 26,270人                                 |  |
| 2005年（平成17年） | 25,072人                                 |  |
| 2010年（平成22年） | 23,154人                                 |  |
| 2015年（平成27年） | 21,198人                                 |  |
| 2020年（令和2年） | 19,270人                                 |  |

### 教育

#### 小学校
- 阿久根市立阿久根小学校
- 阿久根市立大川小学校
- 阿久根市立尾崎小学校（休校中）
- 阿久根市立折多小学校
- 阿久根市立田代小学校
- 阿久根市立鶴川内小学校
- 阿久根市立西目小学校
- 阿久根市立山下小学校
- 阿久根市立脇本小学校

#### 中学校
- 阿久根市立阿久根中学校
- 阿久根市立鶴川内中学校
- 阿久根市立三笠中学校

#### 高等学校
- 鹿児島県立鶴翔高等学校

#### 専門学校
- 出水郡医師会広域医療センター附属看護学校

### 消防
阿久根消防署
　阿久根市消防団
- 中央分団　ポンプ車2台・積載車1台
- 三笠分団　ポンプ車1台・積載車5台
- 大川分団　ポンプ車1台・積載車3台
- 鶴川内分団　ポンプ車1台・積載車2台
- 赤瀬川分団　積載車1台
- 山下分団　　積載車3台
- 折多分団　　積載車2台
- 西目分団　　積載車2台
- 女性消防隊

## 交通

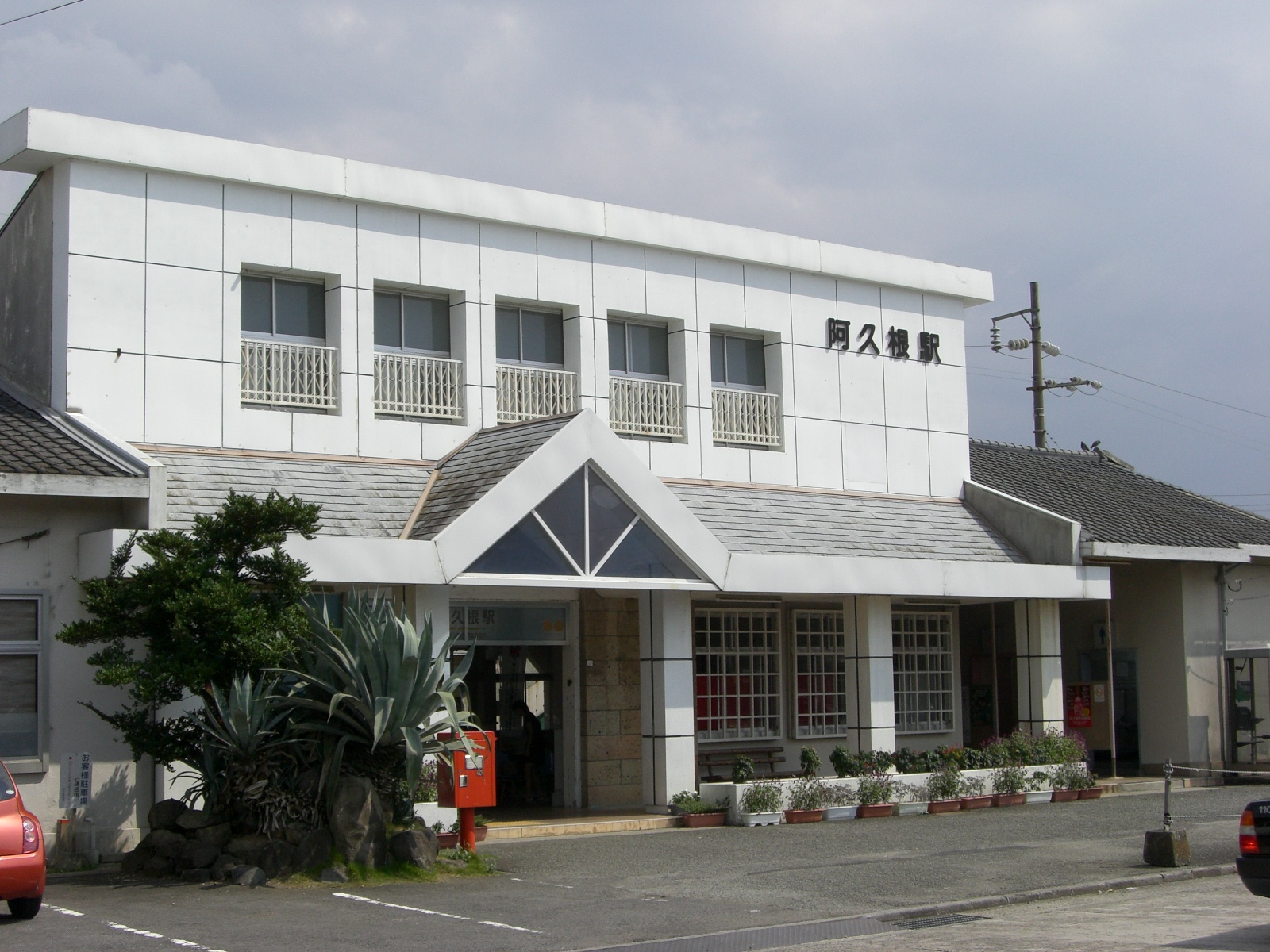
阿久根駅（旧駅舎）

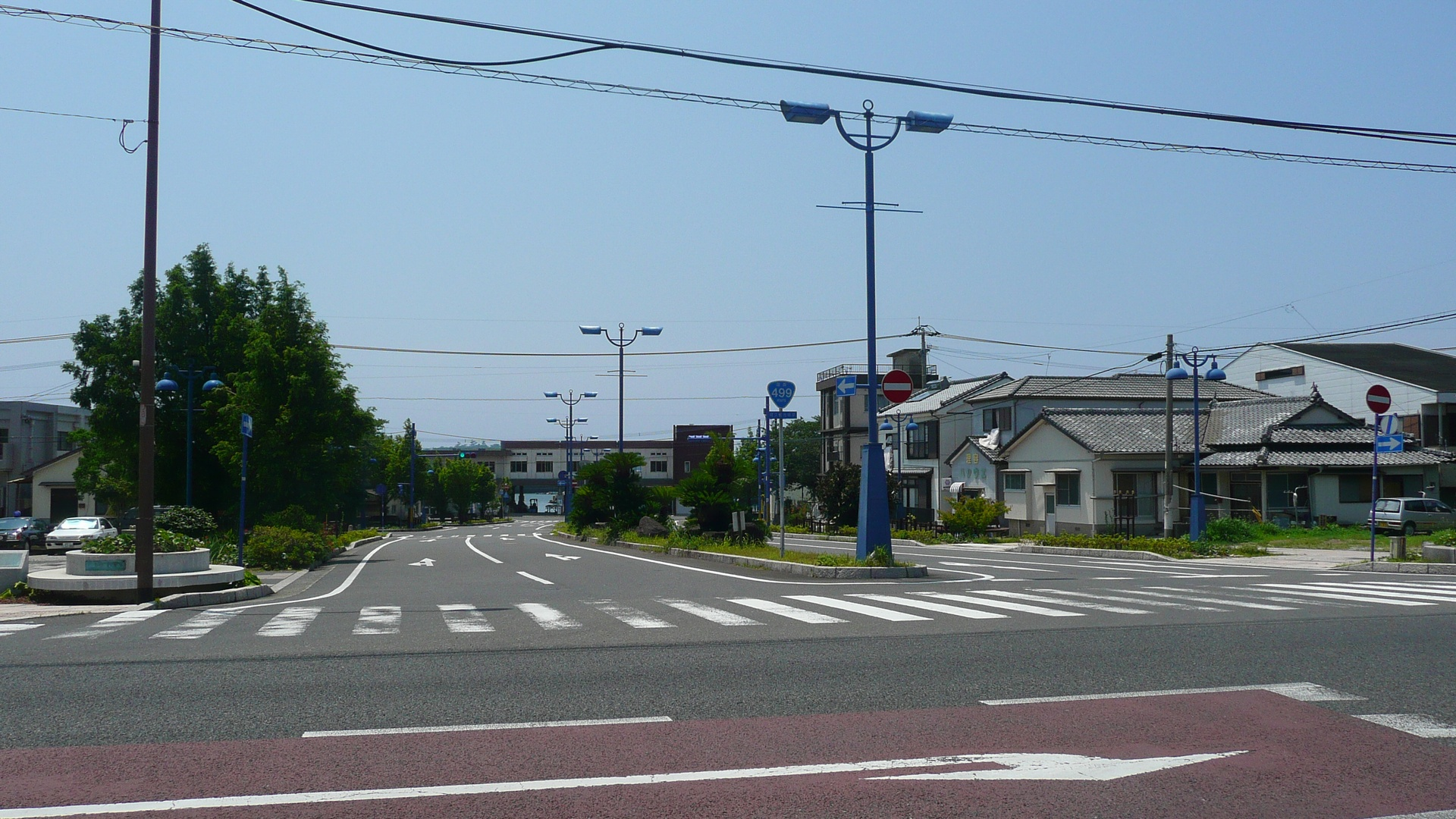
国道499号終点

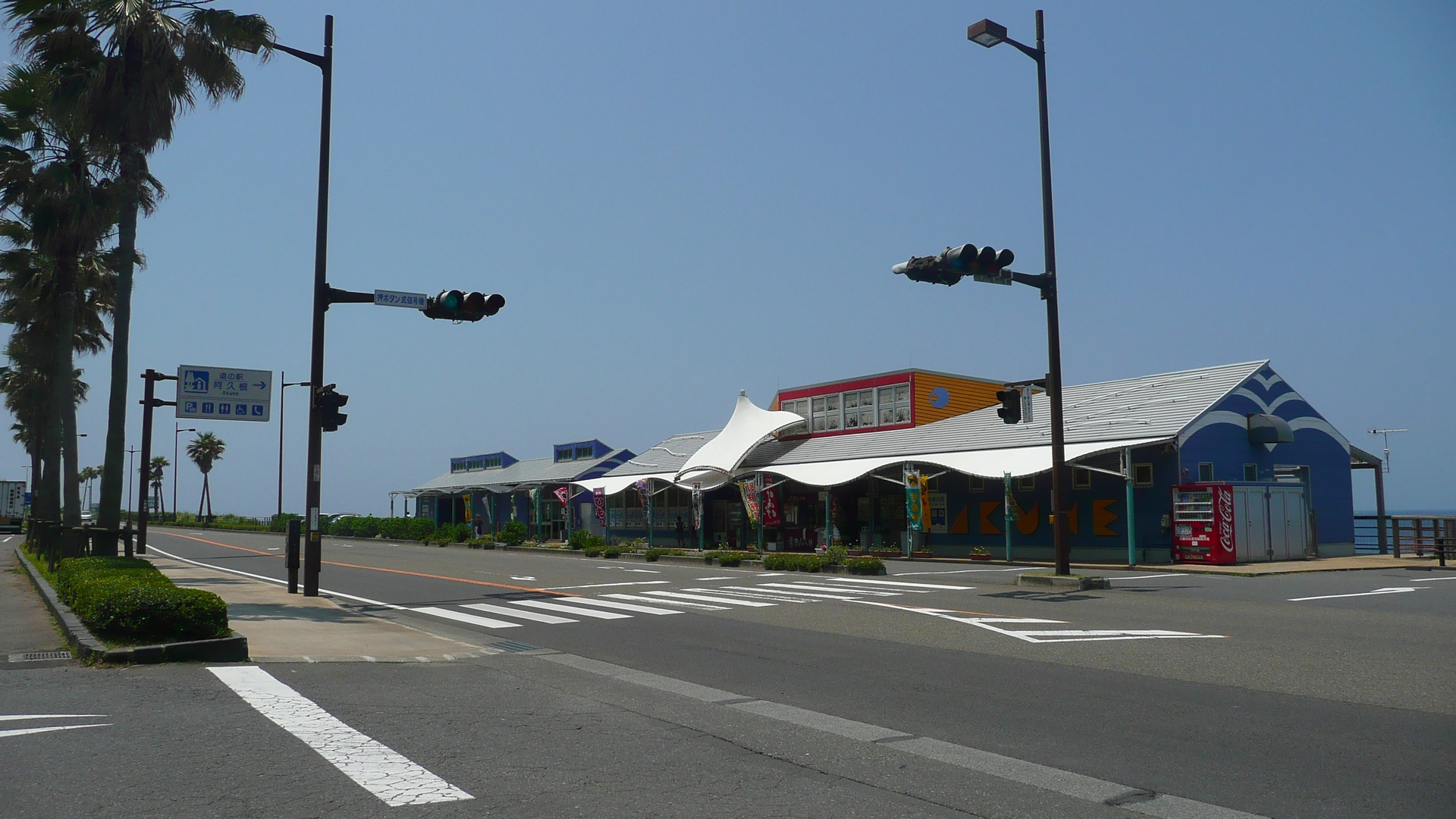
道の駅阿久根

### 鉄道路線
かつては九州旅客鉄道（JR九州）鹿児島本線が通っており、阿久根駅にはつばめをはじめとする特急列車も発着していたが、2004年（平成16年）3月13日の九州新幹線の開業により八代駅 - 川内駅間がJR九州から分離された。市内に九州新幹線の駅は設置されておらず、阿久根市内は出水駅と川内駅の中間地点にあるトンネル区間のみである。そのため肥薩おれんじ鉄道の開業に際しては、鹿児島県の自治体の中では唯一積極的な立場であった。
肥薩おれんじ鉄道
- 肥薩おれんじ鉄道線
  - 折口駅 - 阿久根駅 - 牛ノ浜駅 - 薩摩大川駅

### 道路

#### 高速道路
- E3A 出水阿久根道路（高規格幹線道路）
  - 阿久根北IC - 阿久根IC

南九州西回り自動車道（南九州自動車道）の一部であり無料で通行可能である。ただし2023年現在、隣の出水市と阿久根市の間のみ開通しており、全国的な高速道路網と直接つながっていないので、未開通区間は国道3号などで連絡することになる。現在事業中の芦北出水道路および阿久根川内道路が全通すると、全国的な高速道路網と接続されることになる。
事業中の区間
- 阿久根川内道路（南九州自動車道）
  - 西目IC - 大川IC（いずれも仮称）
- 北薩横断道路
  - 阿久根北IC附近の国道3号から出水市の高尾野ICに至る予定の阿久根高尾野道路が2016年度より事業化された[9]。ただし高速道路規格ではなく一般道路規格で建設される予定である[10]。

#### 一般国道
- 国道3号 - 道の駅阿久根を設置。
- 国道389号
- 国道499号

#### 県道
主要地方道
- 鹿児島県道46号阿久根東郷線

一般県道
- 鹿児島県道378号荒崎黒之浜港線
- 鹿児島県道365号脇本赤瀬川線（旧国道389号）
- 鹿児島県道345号下東郷阿久根線
- 鹿児島県道367号脇本荘線

### 路線バス
- 南国交通
  - 阿久根市 - 出水市 - さつま町 - 霧島市（鹿児島空港）
  - 熊本県水俣市 - 出水市 - 阿久根市
  - 阿久根市 - 長島町
  - 阿久根市 - 薩摩川内市

### 空港
最寄りの空港は鹿児島空港あるいは阿蘇くまもと空港で、いずれも公共交通機関を使えば2時間程度（前者は直通空港バス、後者は肥薩おれんじ鉄道・九州新幹線・空港バスの乗り換え）かかる。

## 名所・旧跡・観光スポット・祭事・催事

### 名所・旧跡・観光スポット

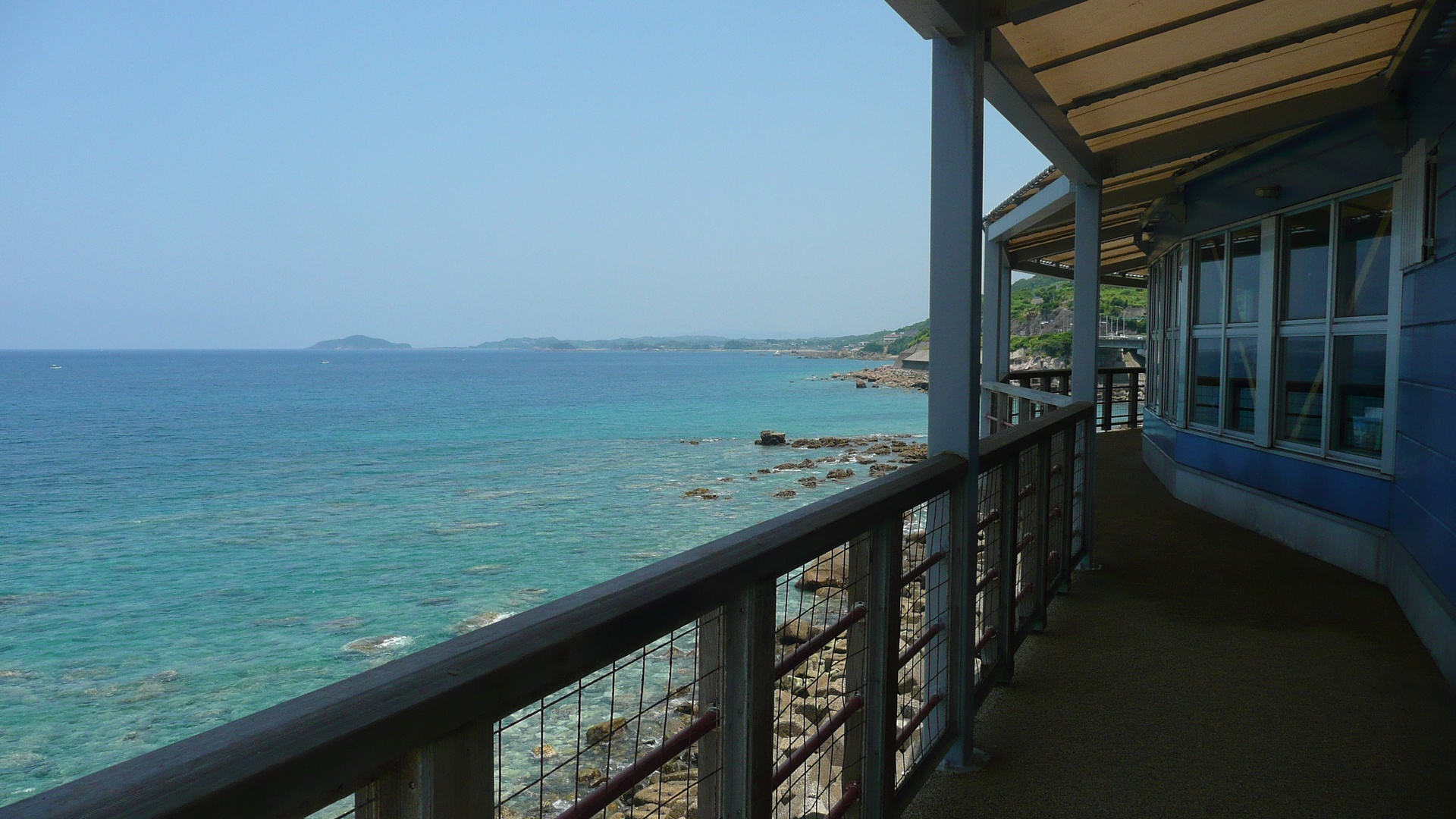
道の駅阿久根より臨む東シナ海

- 阿久根大島海水浴場（日本の水浴場88選、快水浴場百選）
- 阿久根温泉
- 大島の松（日本の名松100選）
- 脇本海水浴場（快水浴場百選）
- 黒之瀬戸大橋（日本三大急流）
- 番所丘公園(オートキャンプ場建設中）
- 笠山観光農園あじさい園
- シャッターアート（店舗シャッターにスプレーで描写。全65施設）
- 農園ガーデン空 ひみつの花園（観光農園ガーデン）
- 寺島宗則記念館（日本の電気通信の父）
- ハマジンチョウ公園（県の天然記念物に指定されたハマジンチョウが自生）

### 祭事・催事
- 阿久根市長旗九州選抜高等学校駅伝競走大会（毎年3月上旬開催　陸上競技場）
- 番所丘公園グリーンフェス（毎年5月中旬　番所丘公園で開催）
- 神舞（かんめ、8年おきの旧暦7月28日に開催、鹿児島県指定無形文化財　南方神社）
- 阿久根新鮮おさかな祭り（毎年8月中旬開催　北さつま漁協）
- 阿久根みどこいまつり（毎年8月上旬開催）
- 阿久根みどこい秋まつり（毎年10月下旬開催　花火大会）
- 阿久根伊勢海老まつり（毎年9月1日から10月31日まで阿久根市内の参加店で実施）
- ぼんたんロードレース（毎年12月上旬開催）
- 阿久根市産業祭（毎年12月第3土・日曜日に開催）

- 華の50歳組（毎年9月頃　50歳になる卒業生が母校の各小学校に集まり、現役児童と一緒に競技に参加する）

### 海水浴場
- 阿久根大島海水浴場（日本の水浴場88選、快水浴場百選）
- 脇本海水浴場（快水浴場百選）
- 大川島海水浴場

## 出身有名人
- 中村勝宏（パリで日本人として初めてミシュランの1つ星を獲得したシェフ。北海道洞爺湖サミットの総料理長）
- 田中右橘（裁判官、東京控訴院長、大審院判事、八幡大学初代学長）
- 寺島宗則（政治家、外務卿・文部卿・元老院議長・枢密院顧問）
- 竹原信一（政治家、阿久根市議会議員、元阿久根市長、元自衛官）
- 中尾純利（パイロット、ニッポン号機長、初代東京国際空港長）
- 宮尾すすむ（タレント、俳優）
- かなぶんや（ディスクジョッキー・ローカルタレント）
- 山下耕作（映画監督）
- ゴンザ（江戸時代にロシアへ漂流、世界初の日露辞典を編纂したといわれる）
- 尾崎末吉（元衆議院議員）
- 北浜流一郎（株式評論家）
- 飛松五男（元兵庫県警察警部補）
- 朝川ことみ（タレント）
- 木場英志（フォークユニット「すいかずら」メンバー）
- 妹尾ひでみ（柔道家）
- 川原リウ（地方自治ジャーナリスト）
- 溝上憲文（人事ジャーナリスト）
- 淵上誠（元プロボクサー、第54代日本ミドル級王者、第43代・第44代OPBF東洋太平洋ミドル級王者）
- 中野嘉大（プロサッカー選手、北海道コンサドーレ札幌）
- 橋口秀一（フリーアナウンサー、元鹿児島讀賣テレビアナウンサー）

## 阿久根市を舞台とした作品
- 『かぞくいろ RAILWAYS わたしたちの出発』（有村架純・國村隼）